# Tembelang (Tembelang)
Tembelang is een bestuurslaag in het regentschap Jombang van de provincie Oost-Java, Indonesië. Tembelang telt 2514 inwoners (volkstelling 2010).